# Amy Dommel-Dieny
Amy Dommel-Diény est une musicologue et compositrice française née à Beauvais le 21 juin 1894 et morte à Viry-Châtillon le 7 septembre 1981. 

## Biographie
Elle a été professeur d'harmonie et de contrepoint à la Schola Cantorum de Paris et au Conservatoire de Strasbourg. En 1948, elle publie Le Cœur en Fête, un recueil de chansons populaires, de psaumes et de cantiques. En 1973, elle publie une nouvelle version de la sonate pour piano et violon de Gabriel Fauré. Elle a aussi eu des échanges épistolaires avec Charles Koechlin et avec Gabriel Marcel.

## Publications
- Chansons et contes, préface de Vincent d'Indy, 1919.
- L'Histoire de mes poupées, suite à quatre mains pour enfants, Paris, 1939.
- Trois Improvisations, Paris, Leduc, 1951.
- 300 leçons d'harmonie et exercices gradués, Neuchâtel, Delachaux et Niestlé, 1957.
- Contrepoint et harmonie, Neuchâtel, Delachaux et Niestlé, 1960[3].
- L'Harmonie vivante, préface d'Arthur Honegger, Paris, Delachaux et Niestlé, 1960[4].
- Abrégé d'harmonie tonale, Paris, 1974.
- Étude sur la Première Sonate pour clavecin et flûte en si mineur de Bach, Sceaux, 1977.
- De l'analyse harmonique à l'interprétation, Paris, 1980.
- L'Écriture musicale tonale, Paris, 1981.
- Il Capello, Lyon, 1984.